# Sahamalaza-Wieselmaki
Der Sahamalaza-Wieselmaki (Lepilemur sahamalazensis) ist eine auf Madagaskar lebende Primatenart aus der Gruppe der Wieselmakis innerhalb der Lemuren. Die Art wurde 2017 erstbeschrieben.

## Merkmale
Sahamalaza-Wieselmakis zählen mit einer Kopfrumpflänge von 19 bis 20 Zentimeter, einer Schwanzlänge von 21 bis 26 Zentimeter und einem Gewicht von 0,6 bis 0,8 Kilogramm zu den kleineren Vertretern der Wieselmakis. Die Fellfärbung ist variabel und möglicherweise vom Alter abhängig. Die Schultern und Arme sind rotbraun, ebenso der Vorderteil des Rückens, der aber Richtung Schwanz hin grauer wird. Auch die Hinterbeine sind grau, der Schwanz hingegen rotbraun oder tiefbraun. Der Kopf ist wie bei allen Wieselmakis rundlich, die Stirn ist rotbraun, das Gesicht hingegen grau. Die Augen sind als Anpassung an die nachtaktive Lebensweise vergrößert.

## Verbreitung

Verbreitungsgebiet des Sahamalaza-Wieselmakis (rot)

Sahamalaza-Wieselmakis sind bislang ausschließlich von der Sahamalaza-Halbinsel im nordwestlichen Madagaskar bekannt. Die Sahamalaza-Halbinsel ist Teil einer Übergangszone zwischen der Region Sambirano im Norden und der westlichen Region trockener Laubwälder im Süden. Diese Tiere leben in Wäldern, sie sind sowohl in Primär- als auch in Sekundärwäldern zu finden.

## Population
Olivieri et al. (2005) verzeichneten im Wald von Ankarafa eine Dichte von 4,17 Individuen/ km². Diese hohe Dichte könnte auf den jüngsten Verlust des Lebensraums zurückzuführen sein, der alle Tiere dazu zwang, sich auf die wenigen verbleibenden Waldfragmente zu konzentrieren. Ruperti (2007) verzeichnete in Ankarafa eine mittlere Dichte von 280 Individuen/ km². Die jüngsten Daten zur Lepilemur-Dichte deuten auf eine Dichte von nur 7 bis 23 Individuen/ km² in demselben Gebiet hin. Die Unterschiede zwischen Dichteschätzungen sind höchstwahrscheinlich auf unterschiedliche Methoden der Datenerfassung zurückzuführen. Während Ruperti die Lemurendichte in Ein-Hektar-Parzellen (eine für jedes Fragment) bestimmte, zählte Seiler et al. alle Individuen, die während einer 12-monatigen Feldarbeit gefunden wurden. Ein weiterer Faktor, der möglicherweise zu den Unterschieden beigetragen hat, ist die ständige Veränderung des Lebensraums. Während des Untersuchungszeitraums von 2009 bis 2011 wurden verschiedene Beobachtungen zu illegalem Holzeinschlag (oft Harthölzer), Brandrodung und Wilderei der Wieselmakis auf der Sahamalaza-Halbinsel gemacht.

## Habitat und Ökologie

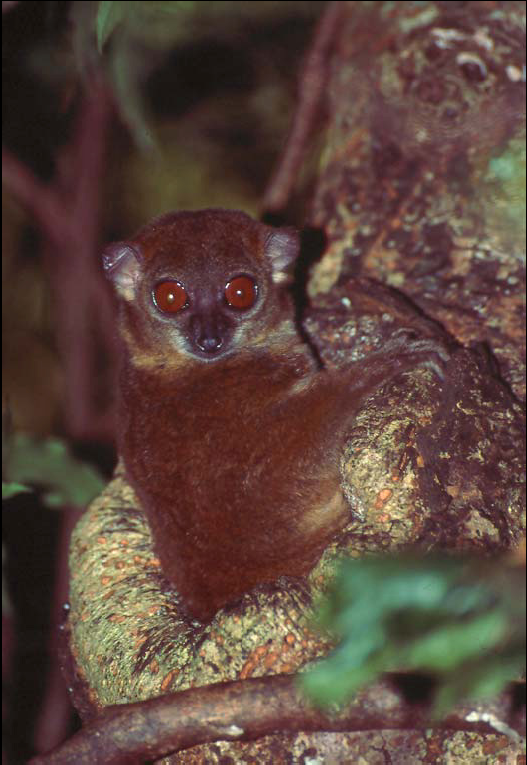

Sahamalaza Wieselmakis sind nachtaktiv und halten sich vorrangig in Bäumen auf. Wie alle Wieselmakis halten sich diese Tiere tagsüber in Baumhöhlen oder im Pflanzendickicht auf und gehen der Nacht allein auf Nahrungssuche.
Unabhängig von den Unterschieden in der Gesamtstruktur und den Lebensraumparametern der Waldfragmente in Ankarafa war das Mikrohabitat in den Heimatgebieten der Wieselmakis sowie in der Umgebung der Schlafplätze in allen gemessenen Lebensraumparametern ähnlich. Auch die Parameter für die verschiedenen Schlafplätze ähnelten sich. Die Tiere wählten die Standorte ihrer Territorien auf der Grundlage verschiedener Lebensraumvariablen aus, wobei die Häufigkeit an geeigneten Schlafplätzen und Nahrung sowie die Baumdichte und die Baumkronendichte die wichtigsten Faktoren waren. Hohe Bäume mit großen Kronen, einer hohen Dichte kleiner Bäume und ein dichtes Blätterdach waren besonders wichtig für die Wahl des Schlafplatzes.
Der Sahamalaza-Wieselmaki ist ein auf Pflanzenfresser, der sich von den Blättern von mindestens 42 verschiedenen Baumarten ernährt. Bevorzugt werden Blätter der häufig vorkommenden Arten Clitoria lasciva, Mangifera indica, Garcinia pauciflora und Sorindeia madagascariensis. Gelegentlich wird die Diät durch Früchte von Ficus tiliaefolia, Spinnen, Insekten sowie Insektenlarven ergänzt. Während der nächtlichen Aktivitätsperiode kommt es zu längeren Ruhezeiten. Die Territorien umfassten eine Fläche von 1,4 h (nächtliche Gebiete von 0,5 ha) und überlappten sich nicht zwischen erwachsenen Individuen. Die sehr wenigen soziopositiven Interaktionen zwischen Individuen fanden zwischen Müttern und Nachkommen statt. Obwohl die geringe Anzahl der beobachteten Individuen es schwierig macht, endgültig auf die soziale Organisation des Sahamalza-Sportmaki zu schließen, deutet die geringe soziale Interaktion und Kohäsivität darauf hin, dass Sahamalaza Wieselmakis solitär organisiert sind.
Tagsüber hält der Sahamalaza-Wieselmaki sich (mit Ausnahme von Mutter-Kind-Paaren) allein in Baumlöchern oder in dichten Geäst auf. Baumlöcher, die als Schlafplätze genutzt wurden, wurden normalerweise in Bridelia pervilleana gefunden, während Schlafplätze in Geäst meist in Sorindeia madagascariensis liegen. Tiere, die in Baumlöchern ruhten, saßen normalerweise eher am Eingang als im Inneren des Lochs, möglicherweise um die Sonnenexposition zu erhöhen. Während der täglichen Beobachtungen wurde 5–14 % Aktivität verzeichnet, obwohl die Tiere niemals ihre Schlafplätze verließen oder fraßen. Beim Vergleich des Anteils des aktiven Verhaltens zwischen Individuen, die in Baumlöchern ruhen, und solchen, die sich in Geäst befanden, wiesen Tiere in Baumlöchern signifikant höhere Aktivitätsniveaus auf.
Ruhende Tiere erkannten Raubtierstimmen als Indikatoren für ein erhöhtes Raubtierrisiko, konnten Stimmen verschiedener Raubtiere zuordnen und verwendeten artspezifische Anti-Raubtier-Verhaltensweisen. Darüber hinaus konnten die untersuchten Tiere aus Warnrufen weiterer Tierarten Rückschlüsse auf  das Vorhandensein von Raubtieren und Raubtiertyp ziehen und so die Möglichkeit der Früherkennung von Raubtieren durch artübergreifende Kommunikation nutzen.

## Gefährdung
Sahamalaza-Wieselmakis bewohnen ein kleines Gebiet, das teilweise unter Schutz gestellt wurde. Trotz der Unterschutzstellung des Gebietes nehmen die Waldrodung für die Landwirtschaft sowie der Holzschlag für Holzkohle und Material weiter zu, insbesondere seit dem Ausbruch der politischen Krise in Madagaskar im Jahr 2009. Auch die Zahl der gejagten Tiere ist zunehmend (Seiler et al. 2012). Die IUCN listet den Sahamalaza-Wieselmaki als vom Aussterben bedroht (critically endangered), der Populationstrend ist abnehmend.